# No Strings Attached (ER)
No Strings Attached is de veertiende aflevering van het negende seizoen van de televisieserie ER, die voor het eerst werd uitgezonden op 6 februari 2003.

## Verhaal
Lockhart krijgt een mededeling dat het vliegtuig van haar broer wordt vermist. Zij is bang dat haar broer een eind aan zijn leven heeft gemaakt, zij kan het emotioneel niet aan om haar moeder te bellen. 
Dr. Romano beseft dat zijn carrière als chirurg over is en tot overmaat van ramp raakt hij zijn leidinggevende functie ook kwijt. 
Dr. Weaver krijgt op voordracht van wethouder Bright promotie tot hoofd gezondheidszaken, zij passeert hiermee dr. Romano.
Dr. Lewis maakt kennis met een terminale kankerpatiënt, er ontstaat meteen een klik tussen hen. Ondertussen krijgt zij een tienermeisje die in haar auto een aantal medestudenten heeft overreden. Zij is bang dat zij bewust de andere kinderen heeft aangereden omdat zij gepest werd op school.
Dr. Jing-Mei krijgt een gewonde vrouw onder behandeling die werkt als prostituee, terwijl zij dit werk doet laat zij haar kinderen alleen achter. Dit stuit dr. Jing-Mei tegen haar borst en schakelt kinderbescherming in, dit tegen de zin van Lockhart. Deze zaak zit haar emotioneel hoog, vooral omdat zij in het verleden een baby heeft gekregen die zij afstond voor adoptie. Zij biecht dit op tegen dr. Pratt die dit niet kan begrijpen dat zij de baby niet gehouden heeft. 

## Rolverdeling

### Hoofdrollen
- Noah Wyle - Dr. John Carter
- Laura Innes - Dr. Kerry Weaver
- Mekhi Phifer - Dr. Gregory Pratt
- Sherry Stringfield - Dr. Susan Lewis
- Ming-Na - Dr. Jing-Mei Chen
- Paul McCrane - Dr. Robert Romano
- John Aylward - Dr. Donald Anspaugh
- Maura Tierney - verpleegster Abby Lockhart
- Laura Cerón - verpleegster Chuny Marquez
- Yvette Freeman - verpleegster Haleh Adams
- Gedde Watanabe - verpleger Yosh Takata
- Pamela Sinha - verpleegster Amira
- Montae Russell - ambulancemedewerker Dwight Zadro
- Lyn Alicia Henderson - ambulancemedewerker Pamela Olbes
- Michelle Bonilla - ambulancemedewerker Christine Harms
- Emily Wagner - ambulancemedewerker Doris Pickman
- Sharif Atkins - Michael Gallant
- Troy Evans - Frank Martin

### Gastrollen (selectie)
- Robert Costanzo - kwaadaardige patiënt
- Richard Biggs - Bruce Storchester
- Kevin Brief - Walter Brosnich
- Heather DeLoach - Helen
- Patrice Johnson - Monica Walker
- Patrick Fugit - Sean Simmons
- Bruce Weitz - wethouder John Bright
- Dean Biasucci - Rick
- Eve Brenner - Wilma
- Jaishon Fisher - Luke Walker